# よしもとブロードエンタテインメント
株式会社よしもとブロードエンタテインメント（YOSHIMOTO BROAD ENTERTAINMENT CO., LTD.）は、吉本興業ホールディングスのセグメント子会社で、東京・大阪で展開する総合制作プロダクション。番組の映像制作・収録・編集をはじめ、各劇場やイベントのライブ制作・舞台・音響・照明や美術制作など、数々の協力を手掛けている。
2001年（平成13年）7月2日に設立。

## 会社概要

### 営業拠点
- 東京本部 : 〒160-0022 東京都新宿区新宿5-18-21
- 大阪本部 : 〒542-0075 大阪市中央区難波千日前 11-6

役員
- 代表取締役社長 : 佐々木将
- 取締役副社長 : 仲良平
- 取締役 : 神夏磯秀
- 取締役 : 村野裕亮
- 取締役 :喜多静一郎
- 取締役 : 梁弘一

## 主な作品実績

### 制作

#### テレビ番組

##### 広島
レギュラー番組
- 街頭TV 出没!ひな壇団（RCCテレビ　2015年10月 - ）

### 編集
- 「よしもとブロードエンタテインメント編集室」を参照。